# Chanonat
Chanonat település Franciaországban, Puy-de-Dôme megyében. Lakosainak száma 1715 fő (2022. január 1.). Chanonat Romagnat, Saint-Saturnin, Le Crest, La Roche-Blanche, Saint-Amant-Tallende és Saint-Genès-Champanelle községekkel határos.

## Népesség
A település népességének változása:
| Lakosok száma | 1633 | 1662 | 1709 | 1685 | 1694 | 1703 | 1712 | 1709 | 1715 |
|               | 2013 | 2015 | 2016 | 2017 | 2018 | 2019 | 2020 | 2021 | 2022 |